# Aaron Swartz
Aaron Swartz (ur. 8 listopada 1986 w Highland Park, zm. 11 stycznia 2013 w Nowym Jorku) – amerykański programista, publicysta, działacz polityczny i internetowy (haktywista).
Zyskał uznanie jako współautor specyfikacji RSS 1.0. Był współautorem języka formatowania Markdown. Pomógł także w stworzeniu Creative Commons oraz serwisu Reddit. Wzbudził zainteresowanie mediów po aresztowaniu 6 stycznia 2011 i oskarżeniu w związku z zarzucanym mu wykradzeniem zbioru artykułów naukowych z bazy danych JSTOR. Był współzałożycielem organizacji: Demand Progress i Progressive Change Campaign Committee. 11 stycznia 2013 został znaleziony martwy w apartamencie na nowojorskim Brooklynie. Według lekarza sądowego popełnił on samobójstwo przez powieszenie. Jest uważany za męczennika w obronie dostępu do wiedzy.

## Życiorys

### Wykształcenie
Kiedy był nastolatkiem, uczestniczył w pracach nad tworzeniem standardów internetowych. W wieku 13 lat został współautorem specyfikacji RSS 1.0. Był członkiem grupy roboczej RDF w ramach W3C. Zaprojektował, wraz z Johnem Gruberem, język formatowania Markdown, a także uczestniczył w pracach nad innymi projektami informatycznymi. Przez rok Swartz studiował na Uniwersytecie Stanforda.

### Reddit i Open Library
Po roku studiów porzucił uczelnię, by zająć się uruchomieniem przedsiębiorstwa internetowego Infogami. Powstało ono przy wsparciu finansowym Y Combinator, dostarczającego kapitału raczkującym przedsięwzięciom internetowym. Wewnętrzna struktura Infogami była oparta na mechanizmie wiki, który stał się przedmiotem zainteresowania Swartza od czasu zaangażowania się w theinfo – encyklopedię z 2000 roku wykorzystującą wiki.
W ciągu roku Infogami połączyła się z reddit, a pod koniec 2006 r. reddit został sprzedany CondéNet (należącemu do Condé Nast Publications, m.in. właściciela magazynu Wired). Swartz w związku z tą pracą przeniósł się do San Francisco. W styczniu 2007 Swartz został poproszony o ustąpienie ze stanowiska w Wired Digital. We wrześniu 2007 Swartz z Simonem Carstensenem uruchomili Jottit, usługę internetową podobną do Infogami. Swartz był również twórcą oprogramowania internetowego o nazwie web.py, napisanego w Pythonie, które jest wykorzystywane przez Jottit (a wcześniej reddit). Następnie został zatrudniony w Internet Archive, gdzie odpowiadał za oprogramowanie do nowego projektu pod nazwą Open Library.

### Działalność polityczna i blogowanie
Swartz był blogerem. Napisał m.in. dwa eseje: „Who Writes Wikipedia”, w którym zajmuje się autorami Wikipedii (napisał to w okresie kandydowania do zarządu Wikimedia Foundation w 2006 r.) i „HOWTO: Be More Productive”, esej o osobistej efektywności.
W dalszym okresie Swartz zajmował się przede wszystkim działalnością społeczno-polityczną. Działał w watchdog.net i był członkiem zarządu organizacji politycznej Change Congress. W 2010 roku został pracownikiem naukowym w Safra Center for Ethics na Uniwersytecie Harvarda. W 2008 roku opublikował Guerilla Open Access Manifesto, manifest nawołujący do radykalnych działań na rzecz otwartego dostępu do publikacji naukowych. Był współzałożycielem organizacji Progress Demand zajmującej się aktywizowaniem grup społecznych w celu wywierania pozytywnego wpływu na polityków i decydentów w USA.

### Włamanie do JSTOR
19 lipca 2011 Swartz został oskarżony przez prokuratora stanu Massachusetts m.in. o włamanie do należącej do MIT bazy danych JSTOR i nielegalne pobranie ponad 4 mln artykułów naukowych (do których dostęp jest płatny). Było to związane z włamaniem do serwerowni MIT i zainstalowaniem laptopa z odpowiednim programem przesyłającym dane na określony adres e-mail. Swartz sam zgłosił się do dyspozycji władz, nie przyznając się do winy w żadnym z zarzucanych mu czynów i został zwolniony po wpłaceniu kaucji w wysokości 100 tys. dolarów. JSTOR wydał oświadczenie, że nie będzie ścigać Swartza w postępowaniu cywilnym.
Pierwsze reakcje na zarzuty postawione Swartzowi wyrażały dla niego poparcie. Niektórzy prawnicy zwracali uwagę na to, że postępowanie karne zostało wszczęte przy braku oskarżenia na drodze cywilnej, a także nieproporcjonalną penalizację zarzucanych mu czynów w stosunku do spowodowanych szkód.

### SOPA
Swartz był także zaangażowany w akcję przeciwko wprowadzeniu amerykańskiego prawa Stop Online Piracy Act (SOPA) przez Kongres Stanów Zjednoczonych.

### Śmierć
11 stycznia 2013 Swartz popełnił samobójstwo w mieszkaniu na Brooklynie.

## Publikacje
- Swartz, Aaron MusicBrainz: A Semantic Web Service[27].
- Swartz, A. and Hendler, J. “The Semantic Web: A Network of Content for the Digital City”, Proceedings of the Second Annual Digital Cities Workshop, Kyoto, Japonia, październik 2001.
- Gruber, John and Swartz, Aaron. Markdown definition, grudzień 2004.